# Niuaja-Mariam
Niuaja Mariam (também grafado Newaya Maryam (em amárico: ንዋየ ማርያም, transc.: niwaye mariyami, O receptáculo de Maria). foi Imperador da Etiópia (nəgusä nägäst) (1372–1382). Seu nome de trono era Wedem Asfare (também transcrito Gemma Asfare, espada do terror). Membro da dinastia salomónica, foi o filho mais velho de Niuaja Cristo.

## Reinado
Em seu reinado Haquedim II, sultão de Ifate travou uma grande guerra contra os exércitos abissínios e foi derrotado e morto (1374-5). Ele foi sucedido por seu irmão Sabredim II que reiniciou os ataques em 1376.
As Crônicas pouco falam dele exceto que morreu sem herdeiros e foi sucedido por seu irmão Davi I.

## Polemica
Achando estranho as crônicas reais serem tão significativamente silenciosas sobre Niuaja Mariam, Chojnacki afirma ter encontrado uma possível sugestão de que houve uma guerra civil pela má conduta do imperador e que pesquisas recentes afirmam que seu irmão e sucessor Davi I assumiu o trono através de um ato de violência no curso do qual Niuaja Mariam teria sido eliminado.